# Sydenham Elnathan Ancona

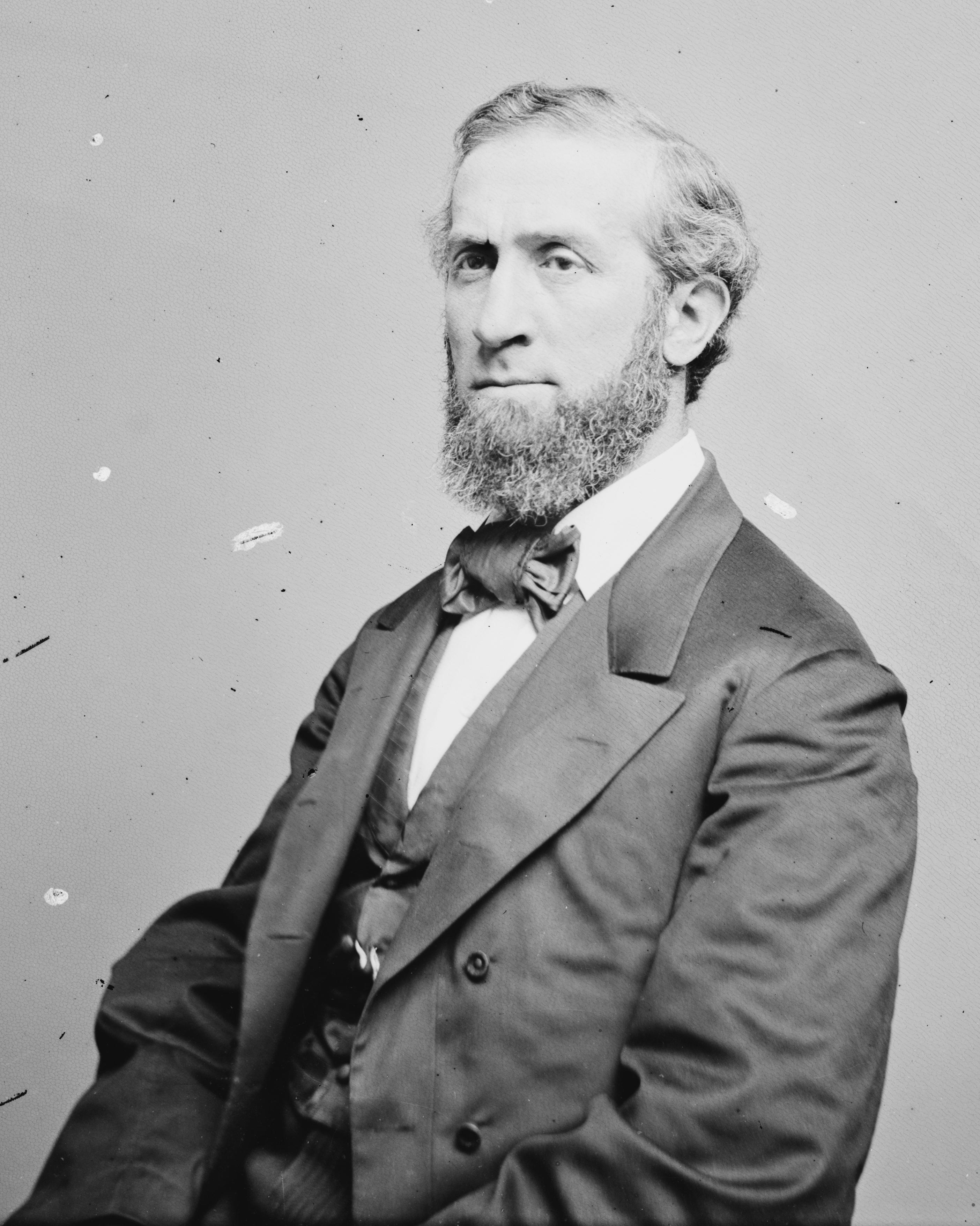
Sydenham Elnathan Ancona

Sydenham Elnathan Ancona (* 20. November 1824 bei Lititz (Pennsylvania), Lancaster County, Pennsylvania; † 20. Juni 1913 in Reading, Pennsylvania) war ein US-amerikanischer Politiker. Zwischen 1861 und 1867 vertrat er den Bundesstaat Pennsylvania im US-Repräsentantenhaus.

## Werdegang
Bereits im Jahr 1826 kam Sydenham Ancona mit seinen Eltern in das Berks County, wo sich die Familie in der Nähe von Sculls Hill niederließ. Er besuchte dort sowohl öffentliche als auch private Schulen. Danach unterrichtete er selbst für einige Zeit als Lehrer. Im Jahr 1856 zog er nach Reading, wo er für die Eisenbahngesellschaft Reading Company arbeitete. In seiner neuen Heimatstadt wurde er auch Mitglied im Bildungsausschuss. Politisch schloss er sich der Demokratischen Partei an.
Bei den Kongresswahlen des Jahres 1860 wurde Ancona im achten Wahlbezirk von Pennsylvania in das US-Repräsentantenhaus in Washington, D.C. gewählt, wo er am 4. März 1861 die Nachfolge von Jacob Kerlin McKenty antrat. Nach zwei Wiederwahlen konnte er bis zum 3. März 1867 drei Legislaturperioden im Kongress absolvieren. Diese waren von den Ereignissen des Bürgerkrieges und dessen Folgen geprägt. Seit 1865 war die Arbeit des Kongresses von den Spannungen zwischen den Republikanern und Präsident Andrew Johnson belastet, die in einem nur knapp gescheiterten Amtsenthebungsverfahren gipfelten.
1866 wurde Sydenham Ancona von seiner Partei nicht mehr zur Wiederwahl nominiert. In den folgenden Jahren arbeitete er unter anderem in Reading in der Feuerversicherungsbranche. Später wurde er auch im Bankgewerbe und im allgemeinen Versicherungsgeschäft tätig. Im Juni 1880 nahm er als Delegierter an der Democratic National Convention in Cincinnati teil. Im Jahr 1912 wurde er im Kongress als letztes noch lebendes Mitglied der am 4. Juli 1861 auf Bitte des damaligen Präsidenten Abraham Lincoln zusammengetretenen Sondersitzung des Kongresses geehrt. Er starb am 20. Juni 1913 in Reading.